# Соколове (Березівський район)
Соколо́ве (раніше Келлергаузен, Келлер Й. та К. Я. Соколова) — село Коноплянської сільської громади в Березівському районі Одеської області в Україні. Населення становить 129 осіб.
Колищній орган місцевого самоврядування — Калинівська сільська рада.

## Населення
За переписом населення 2001 року в селі мешкало 129 осіб.

### Мова
Розподіл населення за рідною мовою за даними перепису 2001 року:
| Мова       | Відсоток |
| ---------- | -------- |
| українська | 82,95 %  |
| молдовська | 12,4 %   |
| російська  | 4,65 %   |